# Нетайлове
Нета́йлове — село Очеретинської селищної громади Покровського району Донецької області, в Україні. Населення становить 1141 осіб.

## Загальні відомості
Відстань до райцентру становить близько 24 км і проходить автошляхом місцевого значення. Біля села річка Водяна впадає в Карлівське водосховище.
Землі села межують із територією с. Карлівка Мар'їнського району Донецької області.
Через село проходить автошлях E50. На північно-західній околиці села Балка Домаха впадає у річку Водяну.

## Війна на сході України
23 липня 2014 року в ході проведення АТО проросійські терористи відійшли з Нетайлового, котре кілька місяців перебувало під їх владою.
16 жовтня 2014 року, виконуючи зачистку території від диверсійних груп, міліціонери потрапили під мінометний обстріл, загинув старшина Валерій Боняківський.

## Населення
За даними перепису 2001 року населення села становило 1141 особу, з них 52,06 % зазначили рідною мову українську та 47,41 %— російську.